# Bakar(II) oksid
Bakar(II) oksid ili kupri oksid (CuO) je viši oksid bakra. U obliku minerala poznat je kao tenorit.

## Hemija
Bakar(II) oksid je crni čvrst materijal sa jonskom strukturom. On se topi iznad 1200 ° uz delimičan gubitak kiseonika. On se može formirati zagrevanjem bakra na vazduhu: 
Ovde se on formira zajedno sa bakar(I) oksidom kao sporednim proizvodom; tako da je bolje da se priprema zagrevanjem bakar(II) nitrata, bakar(II) hidroksida ili bakar(II) karbonata:
Bakar(II) oksid je bazni oksid, te se rastvara u mineralnim kiselima kao što su hlorovodonična kiselina, sumporna kiselina ili azotna kiselina, čime se formiraju odgovarajuće bakar(II) sali:
On reaguje sa koncentrovanim alkalijama da formira odgovarajuće kupratne soli:
On se može redukovati do metalnog bakra koristeći vodonik ili ugljen-monoksid:
Laboratorijski metod za pripremu bakar(II) oksida je elektroliza vode koja sadrži natrijum bikarbonat na umerenom naponu sa bakarnom anodom. Sakupi se proizvedena smeša bakar hidroksida, baznog bakar karbonata i bakar karbonata i zagreva se.

## Spoljašnje veze
- Архивирано на веб-сајту  (25. јул 2011)